# Danel Sinani
Danel Sinani (* 5. April 1997 in Belgrad, Jugoslawien) ist ein luxemburgischer Fußballspieler serbischer Herkunft und steht seit Juli 2023 beim FC St. Pauli unter Vertrag.

## Leben
Danel Sinani wurde am 5. April 1997 als Sohn goranischer Eltern in Belgrad geboren. Als Fünfjähriger zog er mit seinen Eltern ins Großherzogtum Luxemburg. Sein Bruder Dejvid Sinani (* 2. April 1993) ist ebenfalls Fußballspieler und steht seit 2023 beim luxemburgischen Erstligisten Swift Hesperingen unter Vertrag. Seine Schwester Lejla Sinani (* 23. September 2005) ist Handballspielerin und beim luxemburgischen Erstligisten Red Boys Differdingen aktiv.

## Karriere

### Verein
Bis 2012 spielte Sinani für den FC Differdingen 03 und wechselte dann weiter zum RFC Union Luxemburg, mit dem er 2014 und 2015 luxemburgischer U19-Meister sowie 2015 auch U19-Pokalsieger wurde. Ab 2014 wurde er 62-mal (12 Tore) in der BGL Ligue und Ehrenpromotion für den RFC Union Luxemburg eingesetzt. Zur Saison 2017/18 wechselte Sinani zum Meister und Pokalsieger F91 Düdelingen. Mit F91 Düdelingen gelang ihm die Titelverteidigung; in der Folgesaison schied man in der Qualifikation zur UEFA Champions League aus und qualifizierte sich für die Gruppenphase der Europa League 2018/19. 2019 gewann er dann das Double und auch für die Europa League konnte sich Sinani erneut qualifizieren. Dort erzielte er in fünf Gruppenspielen vier Tore, jeweils zwei davon beim 4:3-Auswärtssieg über APOEL Nikosia und bei der 2:5-Heimniederlage gegen den FC Sevilla.
Am 2. April 2020 wurde bekannt, dass sich Sinani zur folgenden Saison für drei Jahre dem englischen Verein Norwich City anschließt. Ende September 2020 wurde er dann nach nur einem Einsatz für dessen U-23 weiter an den belgischen Erstligisten Waasland-Beveren verliehen. Sinani bestritt 20 von 30 möglichen Ligaspielen, in denen er 4 Tore schoss, sowie ein Pokalspiel für Waasland-Beveren. Schon Anfang April 2021 stand fest, dass die Ausleihe nicht verlängert wird. Nachdem er im Sommer 2021 wieder zu Norwich zurückgekehrt war, wurde er kurze Zeit später für ein Jahr an den Zweitligisten Huddersfield Town verliehen. Der Verein aus der Grafschaft Yorkshire besaß zudem nach Ablauf der Leihe eine Kaufoption für den Stürmer. Hier erzielte Sinani in der regulären Saison sechs Tore in 39 Spielen sowie einen Treffer in drei Play-off-Partien. Nach dem verpassten Aufstieg in die Premier League entschied sich der Verein gegen eine feste Verpflichtung des Spielers.
Anschließend kehrte Sinani nach Norwich zurück und gab am 1. Spieltag der Saison 2022/23 sein Pflichtspieldebüt für den Zweitligisten. Bei der 0:1-Auswärtsniederlage gegen Cardiff City wurde er in der 72. Minute für Josh Sargent eingewechselt. Am 16. August 2022 konnte der Stürmer dann beim 2:1-Heimsieg gegen Ex-Klub Huddersfield Town seinen ersten Ligatreffer erzielen. Doch schon im folgenden Januar wurde er bis zum Saisonende an den Ligarivalen Wigan Athletic verliehen.
Am 4. Juli 2023 wurde bekannt, dass der deutsche Zweitligist FC St. Pauli Sinani zur Saison 2023/24 verpflichtete. Dort kam der Stürmer erstmals am 29. Juli 2023 beim 2:1-Auswärtserfolg gegen den 1. FC Kaiserslautern zum Einsatz, als er in der 87. Minute für Elias Saad eingewechselt wurde. Am Ende der Spielzeit stieg der Stürmer mit dem Verein in die 1. Bundesliga auf und Sinani erzielte am 34. Spieltag beim 2:1-Auswärtssieg gegen den SV Wehen Wiesbaden auch seinen ersten Treffer. Sein Debüt in der höchsten deutschen Spielklasse gab Sinani dann am 28. September 2024 (5. Spieltag), als er beim 3:0-Auswärtssieg beim SC Freiburg in der 90. Minute für Oladapo Afolayan eingewechselt wurde. Knapp vier Monate später schoss er dann am 26. Januar 2025 auch seinen ersten Bundesliga-Treffer beim 3:0-Heimsieg gegen den 1. FC Union Berlin. Sinani wurde in der Nachspielzeit (90.+2) für Johannes Eggestein eingewechselt und erzielte eine Minute später das Tor zum Endstand.

### Nationalmannschaft
Sinani spielte erstmals am 3. September 2017 für die luxemburgische A-Nationalmannschaft beim Auswärtsspiel in der WM-Qualifikation gegen Frankreich (0:0) in Toulouse. Er wurde in der 58. Minute für Daniel Da Mota eingewechselt. In mittlerweile 71 Einsätzen konnte Sinani vierzehn Tore erzielen, neun davon fielen in der UEFA Nations League.

## Titel
F91 Düdelingen
- Luxemburgischer Meister: 2018, 2019
- Luxemburgischer Pokalsieger: 2019

FC St. Pauli
- Zweitligameister und Aufstieg in die Bundesliga: 2024

## Auszeichnungen
- Fußballer des Jahres in Luxemburg: 2019